# Xanthorhoe aemyla
Xanthorhoe aemyla là một loài bướm đêm trong họ Geometridae.